# Płaczewo (powiat tczewski)
Płaczewo – kolonia w Polsce położona w województwie pomorskim, w powiecie tczewskim, w gminie Subkowy w sołectwie Radostowo.
W latach 1975–1998 miejscowość administracyjnie należała do województwa gdańskiego.